# 劉堯珍
劉堯珍（1620年9月16日—1651年4月），字唐臣，號怏閣，四川富順縣人，鎮雄府籍，崇禎十三年庚辰科進士。

## 生平
崇禎十二年（1639年）己卯科第七十四名舉人，崇禎十三年（1640年）庚辰科詩五房會試第147名進士，殿試三甲60名，工部觀政，本年授浙江海鹽縣知縣，後官兵科給事中，辛卯孫可望殺於南寧江畔，葬於南寧，祀鄉賢祠，賜謚忠愍〔或作烈愍〕。